# Igreja Presbiteriana Evangélica África
A Igreja Presbiteriana Evangélica África (em Inglês Africa Evangelical Presbyterian Church) é uma denominação reformada, conservadora no Quênia, Burundi, Tanzânia, República Democrática do Congo e Zimbabwe.

## História

### Formação
A Igreja Presbiteriana Evangélica África foi fundada por missionários da Missão Mundial Presbiteriana (agora a Missão Para o Mundo), da Igreja Presbiteriana Evangélica.
Em 1946 o casal Sanders Campbell e outros missionários enviados pelo Conselho Independente Para Missões Presbiterianas Exteriores da Igreja Presbiteriana Bíblica foram para o Quênia e estabeleceram-se em Mulango, Distrito de Kitui.
Os missionários foram convidados para o país pela Missão Interior da África e estabeleceram-se em uma estação missionária em 1948. No mesmo ano o Rev. Campbell começou a pregar no mercado em Mwingi. Em 1951, outros missionários vieram, o casal John G. Ames. Através das conversões, várias igrejas foram plantadas em Tyaa-Kamuthale e Kakuyu, Thaana. Mais tarde, a estação Mwingi construiu o prédio da igreja, escola bíblica, sistema de captação de água.
A capela maior foi formada com 12 congregações em Mwingi, Kakuya, Ngui, Ngomeni, Itundua, Gai e Tyaa-Kamuthale. Em 1949, após um conflito com as autoridades distritais, a missão Mwingi foi obrigado a desocupar o terreno que lhes é atribuído. Ele mudou-se para um local temporário no Makindu em Nairobi-Mombasa estrada. Depois de apelar ao escritório colonial de Londres a missão ganhou de volta seu local em Mwingi e voltou a ele em 1952.

## Separação e consolidação
Em 1956, a Igreja Presbiteriana Bíblica foi dividida em duas denominações e isso também afetou os missionários no Quênia. A maioria das igrejas no país africano se organizaram como Igreja Presbiteriana Independente do Quênia, enquanto alguns missionários apoiaram o grupo dissidente. Os missionários Jack Armes e Sandy e Grace Campbell deixaram a Igreja Presbiteriana Bíblica e juntaram-se a Missão Mundial Presbiteriana da Igreja Presbiteriana Evangélica. Seus pastores quenianos apoiaram a mudança. E assim foi formada a IPEA em 1962.
Por muito tempo a igreja esteve concentrada na área do presbitério de Mwingi, e em uma comunidade étnica.
A denominação começou a plantar igrejas em Nairobi e em cidades quenianas urbanas e em 1973, a Comunidade da Igreja Presbiteriana foi fundada. Mais tarde o Rev. Campbell continuou plantando igrejas em Nairobi.
Em 1986 o Comitê de Crescimento e Expansão foi formado e em 1980 a igreja expandiu-se rapidamente. A Missão Além de Mwingi começou dezenas de igrejas missionárias em Nairobi, Kiambu, Meru, Embu e Nakuru. A igreja se tornou autónoma, autosustentável, auto-governada e auto-propagada em 1998 quando os norte-americanos missionários deixaram o país. Desde então o Rev James S. Parques veio ao país e trabalhou no evangelismo. O Colégio Bíblico Graça foi fundada com a sua assistência.
Em 1990 o Rev. Daniel Mathuva, Rev. Richard Kimanzi e Rev. David Kimathi foram enviados para evangelizar em Meru, Mombaça e Embu em assistencia a IPEA. Em 1996, a denominação foi capaz de criar 2 Presbitéries, Mwingi e Presbitério Central. Isto levou à formação da Assembléia Geral. A Igreja Presbiteriana Evangélica África também tem estreitas relações com a Igreja Presbiteriana Ortodoxa (EUA). A denominação tinha 56 congregações e 10.000 membros no início da década de 2000.
O Colégio Bíblico Graça em Nakuru e o Instito Bíblico Trindade, em Muruu, existem para treinar pastores da denominação.

### Desenvolvimento
A igreja cresceu para 5 Presbitérios em 2010  e expandiu sua área para o Zimbabwe, que se tornou outro Presbitério em 2011. Na República Democrática do Congo, quatro igrejas solicitaram a formação de um Presbitério, o registro da denominação no país, e comprar um terreno para a denominação mãe. A Assembléia Geral visitou estas congregações em outubro de 2011.
A igreja também enviou missionários para Meru, Mombasa, e Embu no Quênia.

## Atualidade
Em abril de 2012 a Igreja celebrou o seu 50º aniversário e foi iniciada a construção da nova sede nacional da igreja no Quênia, em um terreno doado pela Igreja Presbiteriana da Comunidade do Distrito de Madaraka.
Atualmente o número de igrejas da denominação cresceu para 105 e para 6 o de Presbitérios. Não mais restritas ao Distrito de Mwingi, as congregações da Igreja Presbiteriana Evangélica África podem ser encontradas em Mombasa na costa do Oceano Índico, em Nakuru e no Vale do Rift.
Treze igrejas estão na República Democrática do Congo e Burundi associadas a IPEA e várias igrejas foram iniciadas na Tanzânia. O Presbitério Bulawayo criado no Zimbábue já é formado por três igrejas. A Bíblia já foi traduzida do Inglês pelos missionários nas duas das principais línguas do Quênia, o língua suaíli e o camba.[carece de fontes?]
Além disso, várias igreja foram estabelecidas em Ruaca e Quibera, no Quênia.

## Doutrina
A igreja é conservadora, confessional, reformada, calvinista e adota o Sistema de Governo Presbiteriano. Subscreve o Credo dos Apóstolos, a Confissão de Fé de Westminster, Breve Catecismo de Westminster, e Catecismo Maior de Westminster.

## Educação e Seminário
Existem 3 instituições de ensino superior filiadas a IPEA, que são:
- Colégio Bíblico Graça, em Nakuru, Quênia - instituição para estudantes do Oeste do  Quênia
- Instituto Bíblico Trindade, em Muruu - a instituição é para estudantes de Nairobi e Sul do Quênia[4]
- Colégio Reformado Uzima - a instituição é para estudantes do Leste do Quênia.

A igreja tem um centro médico, o Hospital Yesu Tel Wa, e dirige várias escolas primárias.

## Relações Inter-Eclesiásticas
A igreja tem relação com a Igreja Presbiteriana Ortodoxa, Igreja Presbiteriana na Coréia (HapDong), bem como a Igreja Presbiteriana na América, através da Missão Para o Mundo.
Dois representantes da IPEA estiveram presentes na Quadragésima Assembleia Geral da Igreja Presbiteriana na América, em Louisville, Kentucky um deles foi o moderador atual da Igreja Presbiteriana Evangélica África.
As Igrejas Reformadas nos Países Baixos (Liberadas) apoia financeiramente o Instituto Bíblico Trindade.
A igreja é um membro da Fraternidade Reformada Mundial e da Conferência Internacional das Igrejas Reformadas.